# Nicky Deverdics
Nicky Deverdics, född 24 november 1987, är en engelsk fotbollsspelare som spelar som mittfältare i TB Tvøroyri.
Deverdics föddes i Gateshead i norra England och spelade som ung i Newcastle United FC. Deverdics är vänsterfotad mittfältare. 
Han representerade reservlaget men fick aldrig chansen i A-laget. 2006 skrev han på för Gateshead FC men lämnade i december samma år för Bedlington Terriers. I mars 2007 flyttade han till Skottland och Gretna FC. Han fick direkt vara med och avgöra när Gretna tog steget upp i Premier League. 
2007/08 gjorde Deverdics 26 matcher och tre mål för Gretna FC. Han fick lämna klubben våren 2008, tillsammans med alla andra spelare, ledare och personal då klubben gick i konkurs. 
Deverdics provtränade sommaren 2008 också med en klubb i League One. Han körde själv ner från Newcastle igår för att ordna pappersarbetena samt genomgå läkarundersökningen.